# Michael Redmond (joueur de go)
Pour les articles homonymes, voir Michael Redmond.
Michael Sean Redmond, né le 25 mai 1963 aux États-Unis d’Amérique, est un joueur de go professionnel. Il est le seul occidental à avoir le grade de 9e dan, le go n'y étant pas aussi développé — et de loin — que dans le trio Chine, Corée du sud, Japon.

## Biographie
Michael Redmond, né en 1963 à Santa Barbara, en Californie, commença à jouer au go à 11 ans et devint dès l'âge de 14 ans un insei de la Nihon Ki-in. Il fut promu au grade de 1er dan professionnel à 18 ans puis 2e dan dans la foulée. Il obtient sa première victoire en partie officielle contre un 9e dan à l'automne 1986. Il passa 5e dan en 1985, 8e dan en 1996 et enfin 9e dan en 2000, devenant ainsi le premier occidental à atteindre ce niveau.
Redmond  n'a jamais gagné un seul titre mais en fut proche à plusieurs reprises. Il fut finaliste, au début des années 1990, du Shinjin-O et de la NEC Shun-Ei. Il fut également demi-finaliste des coupes Fujitsu et Tong Yang. Actuellement, il est commentateur pour la chaîne NHK et fut d'ailleurs élu, au détriment de Ishida Yoshio, « meilleur commentateur » en 2005.
Redmond est marié à Xian-Xian Niu, une chinoise 3 dan professionnel avec qui il a eu deux filles, Yumi et Emi . La sœur aînée de son épouse, 5 dan professionnel, est une collaboratrice de Wu Qing-Yuan (Go Seigen) et est l'épouse de Zhao Guo-rong, champion de xiangqi.
Redmond a commenté (9–15 mars 2016) le match AlphaGo - Lee Sedol.

## Finaliste
| Titre       | Année |
| ----------- | ----- |
| Shinjin-O   | 1992  |
| NEC Shun-Ei | 1990  |